# الحافه الوسطى (فرع العدين)

تعديل مصدري - تعديل

الحافه الوسطى محلة تابعة لقرية القليعا، التابعة لعزلة الاخماس بمديرية فرع العدين إحدى مديريات محافظة إب في الجمهورية اليمنية، بلغ تعداد سكانها 132 حسب تعداد اليمن لعام 2004.